# Mai Hontama
Mai Hontama (japansk: 本玉真唯, født 30. august 1999) er en professionel tennisspiller fra Japan.